# Znak wzmocnień lodowych
Znak wzmocnień lodowych (potocznie: klasa lodowa) – oznaczenie konstrukcji kadłuba statku mówiące o jego przystosowaniu do żeglugi na akwenach o określonym stopniu pokrycia lodem.

## Znaki wzmocnień lodowych według PRS
Polski Rejestr Statków stosuje oznaczenia YLA, YL, L1, L2 lub L3, a także - dla małych statków: Lm1 i Lm2.
- YLA
  - w przypadku żeglugi samodzielnej oznacza dopuszczenie do eksploatacji we wszystkich rejonach żeglugi oceanicznej w okresie jesienno-zimowym
  - w przypadku żeglugi za lodołamaczem oznacza dopuszczenie do eksploatacji we wszystkich rejonach żeglugi oceanicznej przez cały rok
- YL
  - żegluga samodzielna: w Arktyce w lekkich warunkach lodowych w okresie jesienno-zimowym oraz na zamarzających morzach niearktycznych przez cały rok
  - żegluga za lodołamaczem: we wszystkich rejonach żeglugi oceanicznej (poza Antarktyką i wysokimi szerokościami Arktyki) przez cały rok
- L1
  - żegluga samodzielna: w Arktyce w rozrzedzonych i pokruszonych lodach w sezonie letnim oraz na zamarzających morzach niearktycznych w lekkich warunkach lodowych przez cały rok
  - żegluga za lodołamaczem: na zamarzających morzach niearktycznych przez cały rok oraz w Arktyce w lekkich warunkach lodowych w sezonie letnim
- L2
  - żegluga samodzielna: w rozrzedzonych i drobno pokruszonych lodach na morzach niearktycznych
  - żegluga za lodołamaczem: na zamarzających morzach niearktycznych przez cały rok oraz w Arktyce w lekkich warunkach lodowych w sezonie letnim
- L3
  - żegluga samodzielna: w rozrzedzonych i drobno pokruszonych lodach na morzach niearktycznych
  - żegluga za lodołamaczem: na zamarzających morzach niearktycznych w lekkich warunkach lodowych przez cały rok

Dla małych statków:
- Lm1 - oznaczający możliwość żeglugi za lodołamaczem oraz żeglugi samodzielnej w drobno pokruszonych lodach
- Lm2 - oznaczający możliwość samodzielnej dorywczej żeglugi w drobno pokruszonych lodach